# Jacinta Pichimahuida, la maestra que no se olvida
Jacinta Pichimahuida, la Maestra que no se Olvida (que traduzido para português ficaria: "Jacinta Pichimahuida, a professora que não se esquece" ou "A professora que ninguém esquece") foi uma telenovela argentina de 1966 protagonizada pela atriz Evangelina Salazar, no papel de uma jovem professora contratada para lecionar numa rígida escola. Esta foi a primeira adaptação para a televisão dos contos infantis do escritor e dramaturgo Abel Santa Cruz, publicados originalmente nos anos 40 na revista argentina "Patoruzú", e reeditados nos anos 60 em um livro de título "Cuentos de Jacinta Pichimahuida".
A trama de "Jacinta Pichimahuida" ganhou no ano de 1983 um remake também argentino, chamado "Senhorita Maestra", em forma de seriado, e mais tarde, em 1989, uma outra versão feita no México em forma de telenovela, intitulada "Carrusel".

## Elenco
| Ator                             | Personagem              | Nomes em Carrusel de 1989 (México) | Nomes em Carrossel de 2012 (Brasil) |
| -------------------------------- | ----------------------- | ---------------------------------- | ----------------------------------- |
| Evangelina Salazar / Silvia Mora | Jacinta Pichimahuida    | Jimena Fernández                   | Helena Fernandes                    |
| Vicente Ariño                    | Efraín                  | Firmino Hernández                  | Firmino Gonçalves                   |
| José Badjer                      | Canuto Carsio           | Pablo Guerra                       | Paulo Guerra                        |
| Liliana Blanc                    | Clavelina Carsio        | Marcelina Guerra                   | Mesmo nome                          |
| María Elba Cantarella            | Carola Quiñones         | Laura Quiñones                     | Laura Gianolli                      |
| Mirta Cerliani                   | Carmen Caricati         | Carmen Carrillo                    | Carmen Carrilho                     |
| Oscar Elizarán                   | Palmiro Cavallasca      | Jaime Palillo                      | Mesmo nome                          |
| Miguel Angel Ferreiro            | Aquiles Coco Strabuco   | Davi Rabinovich                    | Mesmo nome                          |
| Roberto Garay                    | Cirilo Tamayo           | Cirilo Rivera                      | Mesmo nome                          |
| Cristina Gastaldi                | Mercedes Meche Ferreyra | Valéria Ferrer                     | Valéria Ferreira                    |
| Daniel Lago                      | Fito Zabala             | Daniel Zapata                      | Mesmo nome                          |
| María del Carmen Valenzuela      | Etelvina Baldasarre     | Maria Joaquina Villaseñor          | Maria Joaquina Medsen               |
| Pablo Codevila                   | Jorge Batallán          | Jorge Del Salto                    | Jorge Cavalieri                     |
| Jorge Dicstein                   | Pedro Anselmi           | Mario Ayala                        | Mesmo nome                          |
| Lázaro/Adolfo Apkeiper           | José Siracusa           | Danilo Del Salto                   | Diego Cavalieri                     |
| Rey Charol                       | Juan Tamayo             | José Rivera                        | Mesmo nome                          |
| Beto Gianola                     | Señor Cavallasca        | Ramon Palillo                      | Rafael Palillo                      |
| Cristina Lemercier               | Fermina Piangetti       | Susana Bustamante                  | Suzana Bustamante                   |
| Noemí del Castillo               | Directora Ezcurra       | Diretora Olívia                    | Diretora Olívia Veider              |